# Gölen (Kölingareds socken, Västergötland)
Gölen är en sjö i Ulricehamns kommun i Västergötland och ingår i Göta älvs huvudavrinningsområde.